# Albirex Niigata
Albirex Niigata (Japans: アルビレックス新潟, Arubirekkusu Niigata) is een Japanse voetbalclub die uitkomt in de J-League. De thuisbasis van de club is het Niigata Stadium, beter bekend als Big Swan.

## Geschiedenis
Albirex Niigata werd opgericht in 1955 als Niigata Eleven Soccer Club. Gedurende haar bestaan is dit nooit een bedrijfsteam geweest; de club is altijd ondersteund door een consortium van bedrijven uit Niigata. Het is ook een van de clubs die overleefd heeft buiten Tokio, Kobe, Osaka en Kioto wat op zich een prestatie is in Japan. De club was vanaf de oprichting vooral in de regionale divisies actief.
Bij de oprichting van de J-League in 1991 veranderde de club de naam in Albireo Niigata. Albireo verwees naar een ster in het sterrenbeeld Zwaan. Daarom heeft de club te herkennen een zwaan in het logo. In 1996 trad Albireo Niigata toe tot de Japan Football League, in 1999 werd de club bij oprichting van de J-League 2 tot de op een na hoogste divisie in Japan toegelaten. Uit rechtsoverwegingen moest de naam van de club veranderd worden en zo werd de naam Albirex Niigata aangenomen. De toevoeging rex stamt uit het Latijn wat koning betekent.
De club was in tegenstelling tot vele andere teams in het Japanse professionele voetbal zéér populair bij de mensen in Niigata. Hij had niet te duchten van concurrentie van andere goede sportteams in de stad en zodoende haalt Albirex Niigata altijd een hoog toeschouwersgemiddelde van rond de 40.000 tegenover zo'n 17.000 gemiddeld in de J-League; ondanks de magere resultaten in de competitie. De band met de stad en de achterban werd nog meer versterkt toen de spelers van de club hielpen bij het opruimen van de aardbeving die de stad trof in oktober 2004.

## Erelijst

### J-League 2
- Winnaar in 2003

## Eindklasseringen
(Eerst wordt de positie in de eindranglijst vermeld, daarna het aantal teams in de competitie van het desbetreffende jaar. Voorbeeld 1/18 betekent plaats 1 van 18 teams in totaal.)
| Jaar | J1    | J2   |
| ---- | ----- | ---- |
| 1999 |       | 4/10 |
| 2000 |       | 7/11 |
| 2001 |       | 4/12 |
| 2002 |       | 3/12 |
| 2003 |       | 1/12 |
| 2004 | 10/16 |      |
| 2005 | 12/18 |      |
| 2006 | 14/18 |      |
| 2007 | 6/18  |      |
| 2008 | 13/18 |      |
| 2009 | 8/18  |      |

## Bekende (oud-)spelers
- Kisho Yano
- Gotoku Sakai
- Katsuo Kanda
- Hisashi Kurosaki
- Motohiro Yamaguchi
- Keiji Kaimoto

- Tatsuya Tanaka
- Naoya Kikuchi
- Mitsuru Nagata
- Daigo Nishi
- Kazuhiko Chiba
- Daisuke Suzuki

- Kengo Kawamata
- Masaaki Higashiguchi
- Oséas
- Bruno Cortez
- Jonathan Reis
- Michael Fitzgerald

## Bekende (oud-)trainers
- Frans van Balkom